# 岩生独蒜兰
岩生独蒜兰（学名：Pleione saxicola）为兰科独蒜兰属下的一个种。該物種分佈於中華人民共和國云南省西北部贡山海拔2400米至2500米溪谷旁的岩壁上。

## 扩展阅读
- 維基物種上的相關：岩生独蒜兰